# Pseudocyclosorus furcato-venulosus
Pseudocyclosorus furcato-venulosus là một loài thực vật có mạch trong họ Thelypteridaceae. Loài này được Y.X. Ling miêu tả khoa học đầu tiên năm 1999.